# ديك فرنسيس
ديك فرنسيس (بالإنجليزية: Dick Francis)‏‏ (31 أكتوبر 1920 في بيمبروكشاير - 14 فبراير 2010 في جراند كايمان) كاتب، وفارس، وروائي، وفارس من المملكة المتحدة.

## الجوائز
- نيشان الامبراطورية البريطانية من رتبة قائد
- جائزة إدغار
- الخنجر الماسي لكارتييه [الإنجليزية]‏
- زميل في الجمعية الملكية للأدب

## روابط خارجية
- ديك فرنسيس على موقع IMDb (الإنجليزية)
- ديك فرنسيس على موقع الموسوعة البريطانية (الإنجليزية)
- ديك فرنسيس على موقع مونزينجر (الألمانية)
- ديك فرنسيس على موقع ميوزك برينز (الإنجليزية)
- ديك فرنسيس على موقع إن إن دي بي (الإنجليزية)
- ديك فرنسيس على موقع ديسكوغز (الإنجليزية)
- ديك فرنسيس على موقع قاعدة بيانات الفيلم (الإنجليزية)